# Llac de Conillac
El Llac de Conillac és un llac artificial situat a la dreta de la Tet, al costat nord de la vila de Vinçà, a la comarca del Conflent, de la Catalunya del Nord.
Està situat a llevant de la vila de Vinçà, en el darrer tram del Còrrec de Conillac abans d'abocar-se en la Tet, dins del Pantà de Vinçà. Aquest llac la major part de l'any roman sense aigua en bona part de la seva superfície.
La presa que permet l'existència d'aquest llac és el mateix talús per on discorren la carretera N - 116 i el ferrocarril de Perpinyà a Prada i a la Tor de Querol.